# A Romance of the Rio Grande
Pour plus de détails, voir Fiche technique et Distribution.
A Romance of the Rio Grande est un film muet américain réalisé par Colin Campbell et Otis Thayer et sorti en 1911.

## Fiche technique
- Réalisation : Colin Campbell et Otis Thayer
- Scénario : Otis Thayer
- Producteur : William Selig
- Société de production : Selig Polyscope Company
- Format : Noir et blanc — 35 mm — 1.33:1 — Muet
- Durée : 10 minutes
- Dates de sortie : 
  -  États-Unis : 12 décembre 1911

## Distribution
- Tom Mix : Tom Wilson
- William Duncan : Smith
- George Hooker : Pedro
- Myrtle Stedman : Nellie Smith
- Betty Harte